# Библиотека „Иво Андрић“ Андрићев институт
Библиотека „Иво Андрић“ према закону о библиотечкој дјелатности Републике Српске спада у специјалне библиотеке, а у надлежности је Андрићевог института у Андрићграду, пружајући услуге одређеној групи корисника у зависности од дјелаости организације у чијем је саставу. Библиотека је смјештена у просторијама института у Андрићграду. Рад ове библиотеке регулисан је Упутством о раду специјалне библиотеке – библиотеке у саставу Јавног предузећа. Овим Упутством се разрађују прецизније законске одредбе из других аката које се односе на оснивање и рад специјалне библиотеке уз поштовање стандарда.

## Опште информације
Библиотека „Иво Андрић“ је библиотека Андрићевог института. Основана је 2013. године. Намијењена је студентима и професорима Интернационалне академије умјетности, научним радницима и истраживачима из области историје, књижевности, оријенталистике и филма. Библиотека носи назив по српском нобеловцу Иви Андрићу као и Народна библиотека и представља једну од двије библиотеке у Вишеграду.

## Организација
Иако, је настала прије пар година, библиотека се по броју стручне грађе може сврстати у ранг са много старијим и озбиљнијим библиотекама у Републици Српској. Фонд Библиотеке достигао је број од преко 8.000 јединица грађе. У Библиотеци се налази литература на више свјетских језика, првенствено на српском, енглеском, италијанском, њемачком, шпанском, јапанском, кинеском као и на и другим језицима. Највише су заступљене монографије и периодика из књижевности, историје, уметности и психологије.
Библиотека поседује читаоницу са 15 читалачких места. Корисницима је на распологању и 5 рачунара са приступом интернету.